# アイドルは××××なんてしませんッ!
『アイドルは××××なんてしませんッ!』は、柚木涼太による日本の漫画作品。『月刊ビッグガンガン』（スクウェア・エニックス）で2012年Vol.02より2013年Vol.12まで連載された。

## 登場人物
八木 宗治郎（やぎ そうじろう）
就職に失敗し叔母の経営するアイドル事務所でマネージャーとして雇われることになった23歳の青年。
三嶋 華恋（みしま かれん）
声 - こやまきみこ (PV)
宗治郎が担当するアイドルユニット『KEIREN』（ケイレン）の1人。緊張するとおもらしをしてしまう。弟2人と3人で暮らしている。
桂奈・ジェノヴェーゼ（けいな・ジェノヴェーゼ）
宗治郎が担当するアイドルユニット『KEIREN』（ケイレン）の1人。自称『元マフィア』で追われている所を宗治郎の叔母に拾われた。

## 単行本
- 柚木涼太 『アイドルは××××なんてしませんッ!』 スクウェア・エニックス〈ビッグガンガンコミックス〉、全3巻

| 巻数 | 初版発行日     | ISBN                   | プランク          |
| ---- | -------------- | ---------------------- | ----------------- |
| 1    | 2012年10月25日 | ISBN 978-4-7575-3761-3 | 連載開始から9ヶ月 |
| 2    | 2013年5月25日  | ISBN 978-4-7575-3761-3 | 5ヶ月             |
| 3    | 2014年1月25日  | ISBN 978-4-7575-4215-0 | 8ヶ月             |